# Kunal Khemu
Kunal Khemu (Srinagar, 25 mei 1983) is een Indiaas acteur die voornamelijk in Hindi films speelt.

## Biografie
Khemu begon zijn carrière op vierjarige leeftijd in de televisieserie Gul Gulshan Gulfaam. Hij maakte zijn filmdebuut als kind in 1993 in Sir, na een tal van films kwam er een pauze van zeven jaar en maakte hij zijn debuut als volwassene in de film Kalyug (2005).
Kunal Khemu stapte in 2015 in het huwelijksbootje met actrice Soha Ali Khan.
In 2019 kreeg hij zijn eigen webserie op Zee5, Abhay waarin hij te zien is als rechercheur.

## Filmografie

### Films
| Jaar | Film                  | Rol                       | Opmerking                                |
| ---- | --------------------- | ------------------------- | ---------------------------------------- |
| 1993 | Sir                   | Kunal                     | als kind                                 |
| 1993 | Hum Hain Rahi Pyar Ke | Sunny                     | als kind                                 |
| 1994 | Naaraaz               | Sunny                     | als kind                                 |
| 1996 | Raja Hindustani       | Rajnikant                 | als kind                                 |
| 1997 | Tamanna               | jonge Sajid               | als kind                                 |
| 1997 | Bhai                  | Krishna                   | als kind                                 |
| 1998 | Zakhm                 | jonge Ajay                | als kind                                 |
| 1998 | Dushman               | Bheem Bahadur Singh       | als kind                                 |
| 1998 | Angaaray              | jonge Amar                | als kind                                 |
| 2005 | Kalyug                | Kunal P. Darr             |                                          |
| 2007 | Traffic Signal        | Silsila                   |                                          |
| 2007 | Dhol                  | Gautam Sisodia            |                                          |
| 2007 | Superstar             | Kunal Mehra/ Karan Saxena |                                          |
| 2009 | Dhoondte Reh Jaaoge   | Anand Pawar               |                                          |
| 2009 | Jai Veeru             | Veeru                     |                                          |
| 2009 | 99                    | Sachin                    |                                          |
| 2010 | Golmaal 3             | Laxman Sharma             |                                          |
| 2012 | Blood Money           | Kunal Kadam               |                                          |
| 2013 | Go Goa Gone           | Hardik                    |                                          |
| 2014 | Mr Joe B. Carvalho    |                           | gastoptreden                             |
| 2014 | Haircut               |                           | korte film                               |
| 2015 | Bhaag Johnny          | Janardhan Arora           |                                          |
| 2015 | Guddu Ki Gun          | Gowardhan Prasad          |                                          |
| 2017 | Hanuman: Da' Damdaar  | God Indra                 | stemacteur                               |
| 2017 | Poster Boys           |                           | gastoptreden                             |
| 2017 | Golmaal Again         | Laxman Sharma             |                                          |
| 2018 | Simmba                |                           | in nummer "Aankh Marey"                  |
| 2019 | Kalank                | Abdul Khan                |                                          |
| 2020 | Malang                | Michael Rodriguez         |                                          |
| 2020 | Lootcase              | Nandan Kumar              |                                          |
| 2023 | Kanjoos Makhichoos    | Jamna Prasad Pandey       |                                          |
| 2024 | Madgaon Express       | drugshandelaar            | gastoptreden, ook schrijver en regisseur |

### Webseries
| Jaar       | Serie     | Rol                      | Platform        |
| ---------- | --------- | ------------------------ | --------------- |
| 2019-heden | Abhay     | agent Abhay Pratap Singh | ZEE5            |
| 2023       | Pop Kaun? | Sahil                    | Disney+ Hotstar |

### Televisie
| Jaar | Programma                         | Opmerking           |
| ---- | --------------------------------- | ------------------- |
| 1987 | Gul Gulshan Gulfaam               |                     |
| 1989 | Chitra Kathaien                   | Afl. Jhoot ka Aalam |
| 2010 | Fear Factor: Khatron Ke Khiladi 3 | deelnemer           |